# بزنو
بزنو (به چکی: Bezno) یک منطقهٔ مسکونی در جمهوری چک است که در ناحیه ملادا بولسلاو واقع شده‌است. بزنو ۹٫۲۵ کیلومتر مربع مساحت و ۹۳۰ نفر جمعیت دارد و ۲۸۸ متر بالاتر از سطح دریا واقع شده‌است.